# Batalla del Ríndaco
La batalla del Ríndaco se libró el 15 de octubre de 1211 entre las fuerzas de dos de los principales estados sucesores del Imperio bizantino, el Imperio latino y el Imperio griego de Nicea, establecido como consecuencia de la disolución del estado bizantino después de la Cuarta Cruzada.
El emperador latino, Enrique de Flandes, deseaba expandir su territorio en Asia Menor a expensas de los nicenos. Enrique había logrado una victoria en 1205 en Adramitio, pero la necesidad de contrarrestar a los búlgaros en Europa le había obligado a firmar una tregua e irse. En 1211, sólo un enclave pequeño alrededor de Pigas quedó en manos de latinos. Tomando ventaja de las pérdidas sufridas por el ejército niceno contra los selyúcidas en la batalla de Antioquía del Meandro, Enrique desembarcó con su ejército en Pigas y marchó hacia el este hasta el río Ríndaco. La batalla se libró el 15 de octubre de 1211 resultando en una victoria latina, tras lo cual Enrique marchó sin oposición a través de las tierras de los nicenos, llegando hacia el sur hasta Ninfeo.
Ambas partes firmaron el Tratado de Ninfeo, que dio al Imperio latino el control la mayor parte de Misia hasta el pueblo de Kalamos (actual Gelembe), que debía ser deshabitada y marcar el límite entre los dos estados.